# Hieracium crocatum
Hieracium crocatum — вид рослин із родини айстрових (Asteraceae).

## Середовище проживання
Зростає у Європі й Західній Азії (Австрія, Чехія, Словаччина, Фінляндія, Франція, Італія, євр. Росія, Норвегія, Польща, Румунія, Іспанія, Швеція, Південний Кавказ, Туреччина, Україна, колишня Югославія).
В Україні вид росте на схилах гір — у Закарпатті, Карпатах і Прикарпатті.